# Secondo governo imperiale di Napoleone I
Il Secondo governo imperiale di Napoleone I (detto anche governo dei Cento giorni) è stato in carica dal 20 marzo al 22 giugno 1815, per un totale di 3 mesi e 2 giorni.

## Cronologia
- 1º marzo 1815: dopo aver lasciato segretamente il suo principato elbano, Napoleone sbarca a Vallauris, intenzionato a riconquistare il trono occupato dai Borbone e marciando su Parigi
- 11 marzo 1815: dopo aver ingrandito le sue file di ufficiali e soldati sleali ai Borbone, Napoleone entra a Lione senza colpo ferire
- 15 marzo 1815: il comandante dell'esercito Michel Ney cambia fazione e si schiera con Napoleone contro Luigi XVIII
  - Nel medesimo giorno, il re napoletano Gioacchino Murat si schiera con Napoleone contro il Congresso di Vienna, innescando la guerra austro-napoletana
- 19 marzo 1815: Napoleone si prepara ad assediare Parigi; Luigi XVIII, dopo aver subito ulteriori defezioni, abbandona la capitale nella notte con alcuni fedeli, rifugiandosi nella città olandese di Gand
- 20 marzo 1815: Napoleone entra a Parigi e restaura l'Impero francese, formando un governo personale composto da esponenti del suo precedente regime
- 26 marzo 1815: esplode la resistenza armata contro Napoleone; il Paese è diviso tra i "blu" bonapartisti e i "bianchi" borbonici
- 29 marzo 1815: per decreto imperiale, viene abolita la schiavitù in tutti i territori dell'Impero
- 8 aprile 1815: il generale "bianco" Luigi d'Angoulême, figlio di Carlo d'Artois, si arrende a Lapalud; contro i consigli di imprigionarlo o giustiziarlo, Napoleone gli consente di lasciare la Francia
- 16 aprile 1815: grazie alla popolarità di Maria Teresa d'Angoulême, orfana di vecchio sovrano e consorte di Luigi, Bordeaux e la Guascogna rimangono sotto il controllo dei filo-borbonici
- 22 aprile 1815: al fine di guadagnare consensi presso la borghesia e la nobiltà, Napoleone incarica Benjamin Constant di elaborare una costituzione liberale, che si traduce nella carta imperiale
- 20 maggio 1815: viene sancita la capitolazione di Murat con il trattato di Casalanza; il regno di Napoleone si ritrova ora senza alleati
- 21 maggio 1815: scoppia un'insurrezione "bianca" in Vandea, guidata da Louis de La Rochejaquelein
- 3 giugno 1815: viene inaugurata la legislatura al seguito delle elezioni legislative del 15 maggio; contro le aspettative ed i desideri dell'Imperatore, la maggioranza è composta da liberali ostili ad un ritorno all'autocrazia bonapartista
- 4 giugno 1815: la rivolta vandea viene stroncata.
- 16 giugno 1815: Napoleone riassume il comando dell'esercito e lo dirige verso il Belgio olandese; dove pur in inferiorità numerica sconfigge i prussiani a Ligny
  - Nello stesso giorno, il generale Ney riesce a deviare l'controffensiva della Settima coalizione a Quatre-Bras, che si conclude in una vittoria strategica francese
- 18 giugno 1815: Napoleone, nonostante il vantaggio numerico e strategico, viene sconfitto nella battaglia di Waterloo dalle forze della Coalizione guidate dal Duca di Wellington; con questa sconfitta, termina virtualmente il breve restauro napoleonico
- 22 giugno 1815: dietro la spinta del Parlamento liberale, Napoleone abdica in favore di suo figlio, il Re di Roma, ancora sotto protezione austriaca a Vienna
- 23 giugno 1815: il Parlamento incarica il ministro Joseph Fouché di formare un governo di transizione, ufficialmente per adempiere alle volontà di Napoleone I e trattare la pace, ma in realtà finalizzato a mantenere una parvenza di ordine pubblico fino al ritorno di Luigi XVIII

## Composizione del gabinetto
Il governo, composto da 8 ministri (oltre al segretario di stato), vedeva partecipi:
| Carica                                | Titolare                         |
| ------------------------------------- | -------------------------------- |
| Segretario di Stato                   | Hugues-Bernard Maret             |
|                                       |                                  |
| Ministro degli Affari Esteri          | Armand de Caulaincourt           |
| Ministro dell'Interno                 | Lazare Carnot                    |
| Ministro della Polizia                | Joseph Fouché                    |
| Ministro della Giustizia              | Jean-Jacques-Régis de Cambacérès |
| Ministro della Guerra                 | Louis Nicolas Davout             |
| Ministro delle Finanze                | Martin Gaudin                    |
| Ministro del Tesoro                   | Nicolas François Mollien         |
| Ministro della Marina e delle Colonie | Denis Decrès                     |